# Mouvement des démocrates et écologistes pour une Martinique souveraine
 (mai 2019).
Si vous disposez d'ouvrages ou d'articles de référence ou si vous connaissez des sites web de qualité traitant du thème abordé ici, merci de compléter l'article en donnant les références utiles à sa vérifiabilité et en les liant à la section « Notes et références ».
Le Mouvement des démocrates et écologistes pour une Martinique souveraine (MODEMAS) est un parti politique martiniquais indépendantiste de gauche et écologiste fondé le 11 septembre 1992 par Garcin Malsa.

## Présentation
Son leader historique est Garcin Malsa, conseiller général de Sainte-Anne. Le MODEMAS compte un autre élu au conseil général, Marcellin Nadeau, conseiller général du Prêcheur et maire du Prêcheur.
Le 9 mars 2008, Marcellin Nadeau est élu maire du Prêcheur avec 673 voix soit 52,17 % des suffrages exprimés.
Garcin Malsa est du 20 mars 2008 au 31 mars 2011, le 2e vice-président du conseil général de la Martinique.
Marcellin Nadeau, conseiller général du Prêcheur, a été de 2008 à 2011, président de la commission Culture, Sports, Jeunesse et Tourisme du conseil général de la Martinique.
Le MODEMAS décide de ne présenter aucun candidat aux élections régionales de mars 2010.
Le 19 décembre 2010, le MODEMAS, le MIR et d'autres militants nationalistes présentent officiellement la nouvelle carte nationale d'identité martiniquaise (en créole : kat lidantité nasyonal matinitjé). Bien que symbolique, cette carte d'identité martiniquaise est pour Garcin Malsa une contribution à la construction de la nation martiniquaise et un moyen d'affirmer son identité martiniquaise.
Le 31 mars 2011, Garcin Malsa et Marcellin Nadeau sont membres de la commission permanente du conseil général de la Martinique en tant qu'assesseurs.
En 2015, lors des premières élections territoriales, le MODEMAS constitue une coalition électorale avec le GRS et le CNCP. La liste Nou pèp la est conduite par Marcellin Nadeau, maire du Prêcheur et vice-président du MODEMAS. Les têtes de la liste sont Marcellin Nadeau pour la section du Nord, Rita Bonheur du GRS, présidente de l'Union des femmes de la Martinique pour la section de Fort-de-France et Suzy Singa pour la section du Sud. Au premier tour, la liste obtient 7 653 voix, soit 6,34 %, mais ne peut se maintenir au second tour, ni fusionner avec une autre liste.